# Kolbeckit
Kolbeckit är ett mycket ovanligt sekundärt scandiumfosfatmineral med kristallvatten. Det har den kemiska formeln  ScPO4•2H2O och är ett blåaktigt till grönaktigt kristallint mineral.

## Etymologi och historia
Kolbeckit upptäcktes ursprungligen på en snötäckt varp vid gruvan Sadisdorf vid Schmiedeberg, Sachsen, Tyskland 1926. Mineralet är uppkallad efter Friedrich Ludwig Wilhelm Kolbeck, en tysk mineralog. Sterrettit är ett annat namn men som har förkastats av IMA (International Mineral Association). Mineralet förekommer normalt som små kluster av kristaller i samband med andra fosfatmineral.

## Förekomst
Förekomster har påträffats i bland annat i Erzgebirge i Tyskland, Ungern och Nordamerika.

## Användning
Kolbeckit är en viktig råvara för utvinning av skandium.